# Цветелина Найденова
Цветелина Найденова е българска състезателка по художествена гимнастика.

## Биография
Цветелина Найденова е родена на 28 април 1994 г. в град София, България. Започва да се занимава от малка, когато е на 4 години и половина с художествена гимнастика в клуб „Славия“. Първата ѝ треньорка е Диана Котева. Част е от новите Златни момичета на България с ансамбъла. Ансамбълът печели квота за Лондон след чудесното си представяне на Световното първенство в Монпелие през 2011 г.

## Постижения
- - 3 място – СП „Москва 2010“ (обръчи)
  - 1 място – СП „Монпелие 2011“ (обръчи и ленти)ъчи и ленти)
  - 1 място – СК „София 2011“ (многобой)
  - 1 място – СК „София 2012“ (многобой)
  - 2 място - ЕП "Нижни Новгород 2012" (ленти и обръчи)
  - 3 място - ЕП (Нижни Новгород 2012" (топки)
  - 1 място - СК "София 2013" (многобой)
  - 1 място - СК "София 2013" (бухалки)
  - 1 място - СК "Минск 2014" (многобой)
  - 1 място - СК "Минск 2014" (бухалки)
  - 1 място - СК "Минск 2014" (ленти и топки)
  - 1 място - ЕП "Баку 2014" (бухалки)
  - 1 място - СП "Измир 2014" (многобой)
  - 1 място - СК "Ташкент 2015" (многобой)
  - 1 място - СК "Ташкент 2015" (обръчи и бухалки)
  - 1 място - СК "София 2016" (ленти)
  - 1 място - СК "София 2016" (обръчи и бухалки)
  - 3 място - Олимпийски игри Рио де Жанейро (2016)